# 서울토성초등학교
서울토성초등학교(서울土城初等學校)는 대한민국 서울특별시 송파구에 있는 공립 초등학교이다.

## 학교 연혁
- 1984년 4월 21일 서울토성국민학교로 개교
- 1990년 3월 1일 서울풍성국민학교를 분리
- 1996년 3월 2일 서울토성초등학교로 교명 개칭

## 참고 자료
- 서울토성초등학교 - 한국교육학술정보원 학교알리미